# Pravověrní svědkové Jehovovi
Pravověrní svědkové Jehovovi je malé nové náboženské hnutí renegades od Náboženské společnosti Svědkové Jehovovi. Vzniklo kolem roku 1960 v Československu kvůli obavám části svědků ze spolupráce vedoucích české odbočky se Státní bezpečností a prezident Nathan H. Knorr ho v dopise ze 7. prosince 1961 potvrdil jako platnou skupinu, která se vydala novým směrem. Tento stav ukončil až rok 1989, kdy světové vedení organizace vyzvalo oddělené svědky, aby se spojili s ostatními sbory. Je však možné, že „disidentské“ skupiny pod tímto názvem působily na přelomu tisíciletí stále.
Jejich činnost je také doložena z dalších zemí, z Maďarska a Rumunska.